# Jackass Flats
36° 48′ N, 116° 22′ O

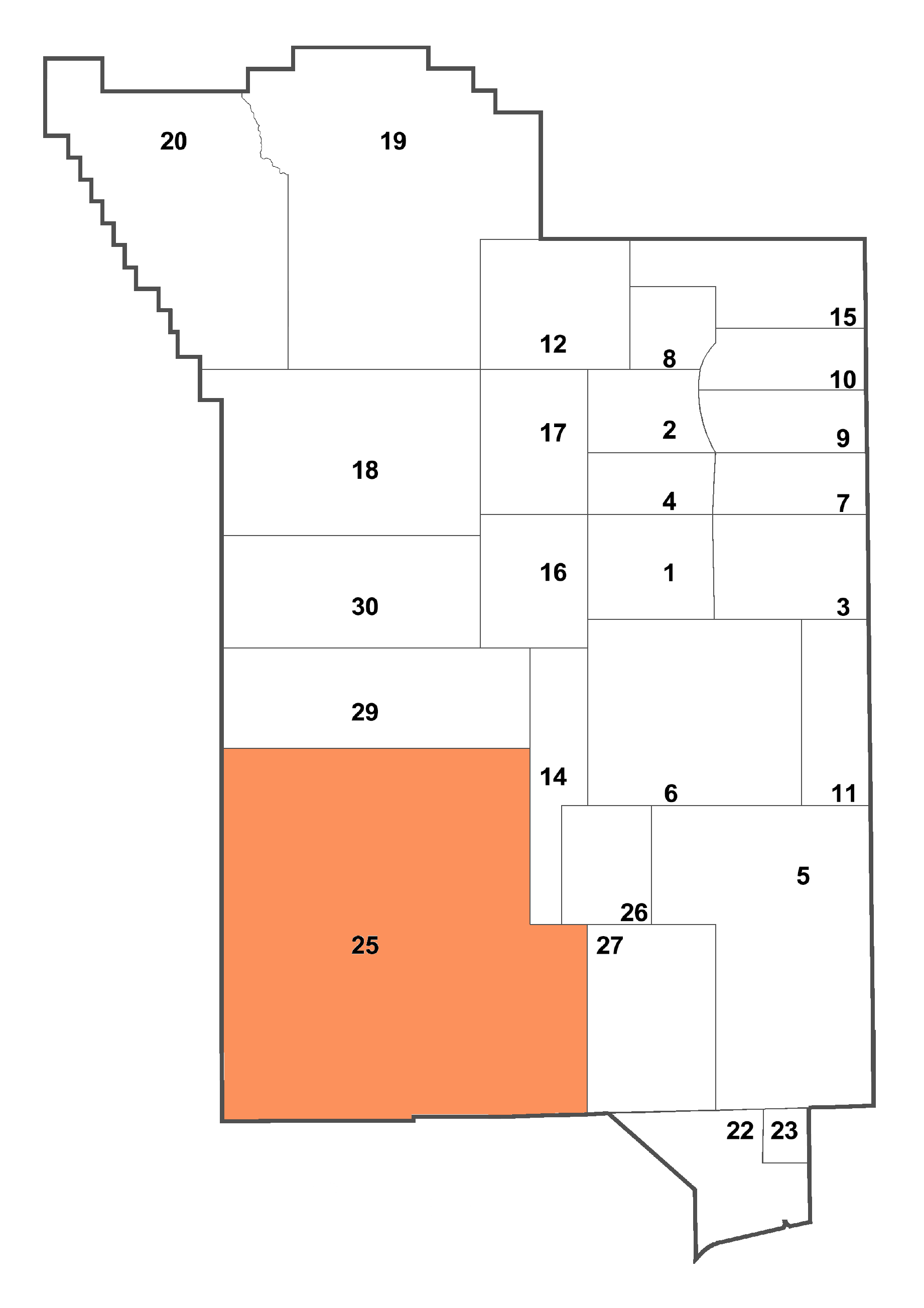

Jackass Flats é um local de testes nucleares localizado na  Área 25 na Área de Testes de Nevada, nele foram realizados os projetos Pluto e Orion, atualmente abriga a Torre BREN, a mais alta torre de pesquisa científica do mundo.